# Celagen
Celagen is een bestuurslaag in het regentschap Bangka Selatan van de provincie Bangka-Belitung, Indonesië. Celagen telt 1322 inwoners (volkstelling 2010).